# Dudleya brittonii
Dudleya brittonii là một loài thực vật có hoa trong họ Crassulaceae. Loài này được Johans. miêu tả khoa học đầu tiên năm 1933.